# Jimmi Riis
Jimmi Peter Riis Rasmussen (født 2. maj 1986 i Silkeborg, død 9. september 2024) var en dansk håndboldspiller, der spillede for Århus Håndbold. Han kom til klubben i 2013, efter at hans gamle klub Viborg HK valgte at nedlægge herreholdet. Han havde tidligere optrådt for Funder, Silkeborg/Voel, Bording og Stäfa (Schweiz).